# Herrngasse 17 (Coburg)

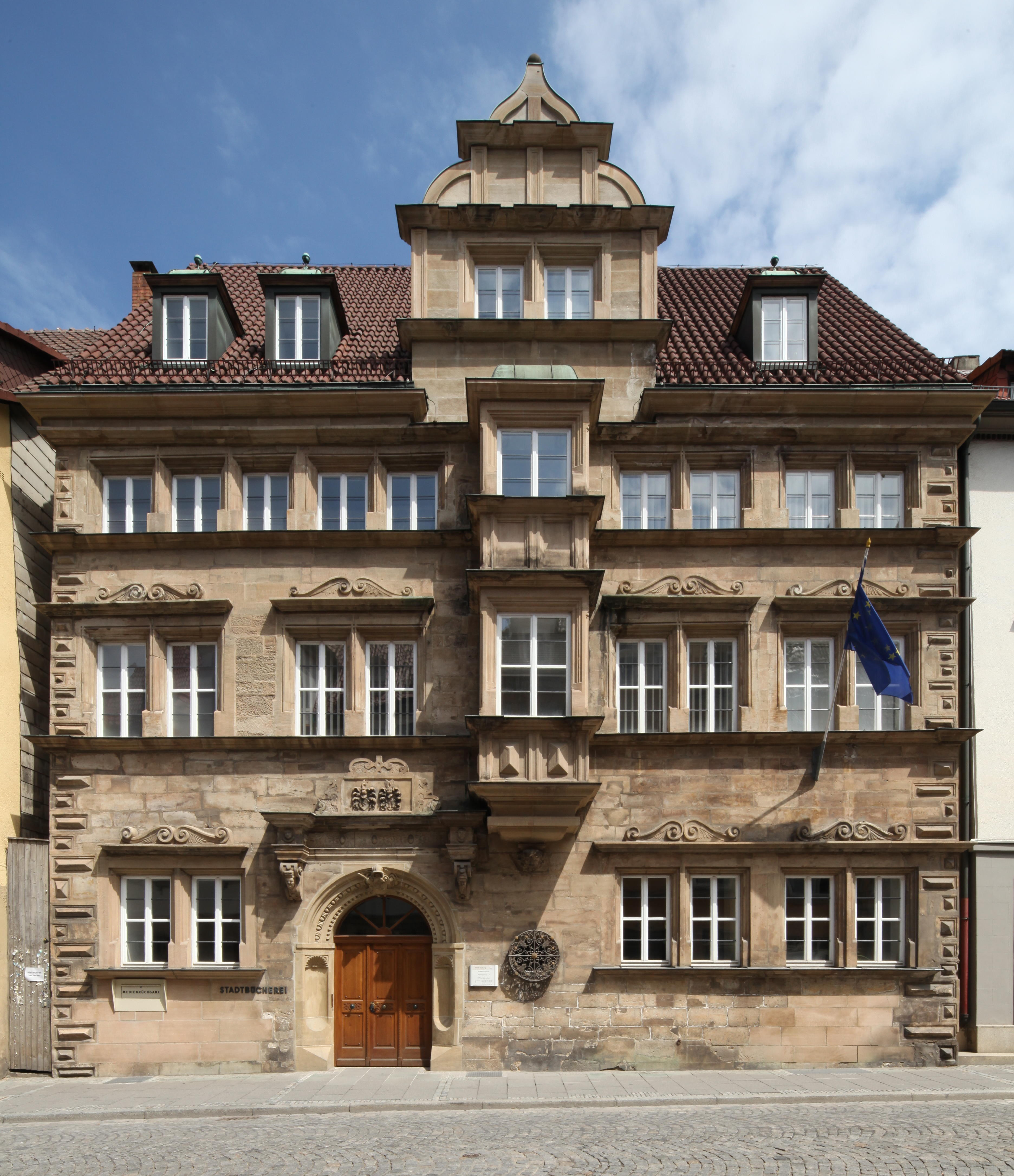
Fassade Herrngasse 17 in Coburg

Das Gebäude Herrngasse 17 steht in der oberfränkischen Stadt Coburg zwischen Markt- und Schlossplatz. Es besitzt eine denkmalgeschützte Fassade in Renaissanceformen von 1591 und beherbergt seit 1967 die Stadtbücherei Coburg.

## Geschichte
Ein Ende des 15. Jahrhunderts errichtetes Haus ließ der Landeshaupt- und Amtmann der Herrschaft Römhild Thomas Moll im Jahr 1591 durch einen repräsentativen Neubau ersetzen. Die Renaissance-Steinfassade des stattlichen Bürgerhauses ist vermutlich eine Arbeit des Steinmetzes Michael Frey, der auch am benachbarten Schloss Ehrenburg tätig war. Im Jahr 1600 verkaufte Moll das Gebäude, das dann stets im Besitz hoher Verwaltungsbeamter war. Ein Dachausbau mit stehenden Gauben und Zwerchhaus erfolgte im 18. Jahrhundert. Der Schlossermeister Müller ließ 1872 unter anderem eine Werkstatt einrichten und 1875 im Erdgeschoss für einen kleinen Laden das linke Fensterpaar durch eine Ladentür mit Schaufenster ersetzen.
Im Jahr 1911 erwarb die Niederfüllbacher Stiftung für die Stadt Coburg das Anwesen, das vor allem aus Wohnungen bestand. Das Gebäude sollte unter anderem neuer Standort für das im Rathaus untergebrachte Heimatmuseum werden. Aus finanziellen Gründen kam dies nicht zur Ausführung, nur der Erker wurde 1928 saniert. Da das Gebäude in einem schlechten Bauzustand war, ließ die Stadt die Rückgebäude 1930 abbrechen. Nach dem Zweiten Weltkrieg wurden zwölf Notwohnungen eingerichtet und 1959 folgte schließlich die Sperrung des Gebäudes wegen nicht ausreichender Standsicherheit.
Aufgrund des schlechten Bauzustandes beschloss der Stadtrat für die Nutzung als Stadtbücherei einen Abbruch des Anwesens und den Bau eines modernen Gebäudes. Die historische Fassade sollte erhalten bleiben. Die Baumaßnahme begann im April 1965. An der Fassade wurden der Ladeneingang und das Schaufenster auf der linken Fassadenseite durch ein Doppelfenster ersetzt. Das aus verputztem Fachwerk bestehende und mit drei Fenstern versehene Zwerchhaus wurde nach alten Plänen mit Sandstein und zwei Fenstern neu aufgebaut. Die Baumaßnahme kostete 1,2 Millionen DM und endete am 6. Juli 1967 mit der Eröffnung der Bücherei durch Oberbürgermeister Walter Langer.

## Baubeschreibung

### Ehemaliges Vorderhaus
Das Anwesen bestand aus mehreren Gebäudeteilen, die einen Innenhof umschlossen. Das traufständige Vorderhaus aus dem Ende des 16. Jahrhunderts hatte ein hohes Erdgeschoss und zwei Obergeschosse, von denen das oberer niedriger ausgeführt war. Den Abschluss bildete ein ausgebautes Satteldach. Unter dem Erdgeschoss befanden sich bereichsweise zwei Gewölbekeller, die vermutlich vom Vorgängerbau stammten.
Eine Durchgangsdiele hinter dem Portal führte zu einem Innenhof. Die Erschließung der oberen Geschosse erfolgte über eine Wendeltreppe im hofseitig angebauten Treppenturm. Der untere Turmteil war rund und aus Stein, der oberste Turmabschnitt eine achteckige Fachwerkkonstruktion. Die Spitze bildete eine Schweifkuppel. Der Treppenturm führte zu umlaufenden, teilweise offenen, hölzernen Laubengängen, über die man zu den Räumen gelangte.

### Renaissancefassade
Die verbliebene Renaissancefassade von 1591 besteht aus einem Sandsteinquaderwerk, das durch unregelmäßige Diamantquader über volle Höhe eingefasst ist. Der mittig angeordnete einachsige Kastenerker vor dem ersten und zweiten Obergeschoss betont die vertikale Gliederung, überragt noch durch einen, die Traufkante durchbrechenden, zweizonigen Zwerchhausgiebel. Die Fassade wird durch stark hervortretende Gesimse in der Horizontalen gegliedert. Erdgeschoss und erstes Obergeschoss weisen durch zwei mal vier Fensterpaare, die durch gemeinsame Stürze mit auf ihnen liegenden Volutenpaaren vereint sind, eine gewisse symmetrische Anordnung auf, wobei im Erdgeschoss das zweite linke Fensterpaar durch ein rundbogiges Sitznischenportal ersetzt ist. Beide Nischen sind oben von einem muschelförmigen Ornament bekrönt. Den Rundbogen verzieren ein Zahnschnitt und ein Eierstab. Ein reich verzierter Schlussstein zeigt Schwert, Bogen und Köcher. Über dem Portal ruht auf Konsolen, auf denen sich vorn eine Maske im Hochrelief befindet, ein reich verziertes Gebälk. Zwischen den Konsolen ist ein Fries mit einem Beschlagwerkornament vorhanden. Auf vier rautenförmigen Feldern dieses Beschlagmusters befanden sich vermutlich die Zahlen 1591. Auf der obersten Gesimsplatte des Gebälks steht eine von Beschlagmuster umrahmte Aufsatztafel mit zwei Vollwappen des Bauherrn Thomas Moll und seiner Ehefrau Sabrina, geborene Lescher. Rechts neben dem Portal, unter dem Erker, befindet sich ein Rundfenster mit einem reichen Ziergitter aus geschmiedeten Rosetten und Laubwerkformen. Das zweite Obergeschoss als Mezzanin zeigt eine Reihe aus einmal fünf und einmal vier Fenstern. Neben dem dreifach erhöhten, ebenfalls durch Sohlbänke horizontal geteilten Zwerchhaus befinden sich beidseitig je zwei Satteldachgauben.